# Bergspriset
Bergspriset är ett spurtpris som sedan 1970 delats ut till den förste skidlöparen som når kontrollen i Evertsberg i Vasaloppet. Sedan 1997 utdelas även detta pris i damklassen. Priset 10 000 kr för båda klasserna.

## Vinnare

### Herrar
| Årtal | Vinnare                           | Källor |
| ----- | --------------------------------- | ------ |
| 1970  | Jan Halvarsson, Hammerdals IF     | [ 2 ]  |
| 1971  | Ole Ellefsæter, Norge             | [ 2 ]  |
| 1972  | Arne Lilja, Norbergs AIF          | [ 2 ]  |
| 1973  | Ole Ellefsæter, Norge             | [ 2 ]  |
| 1974  | Tommy Limby, Orsa IF              | [ 2 ]  |
| 1975  | Gerhard Grimmer, Östtyskland      | [ 2 ]  |
| 1976  | Jarl Svensson, Skellefteå SK      | [ 2 ]  |
| 1977  | Klas Jonsson, Falu IK             | [ 2 ]  |
| 1978  | Jean-Paul Pierrat, Frankrike      | [ 2 ]  |
| 1979  | Håkan Axelsson, Storviksverken    | [ 2 ]  |
| 1980  | Walter Mayer, Österrike           | [ 2 ]  |
| 1981  | Jean-Paul Pierrat, Frankrike      | [ 2 ]  |
| 1982  | Örjan Blomqvist, IFK Lidingö      | [ 2 ]  |
| 1983  | Ola Hassis, Orsa IF               | [ 2 ]  |
| 1984  | Thomas Wassberg, Åsarna IK        | [ 2 ]  |
| 1985  | Stig Mattsson, Domnarvets GoIF    | [ 2 ]  |
| 1986  | Tony Pölder, Landsbro             | [ 2 ]  |
| 1987  | Paul Grünenfelder, Schweiz        | [ 2 ]  |
| 1988  | John Kvale, Norge                 | [ 2 ]  |
| 1989  | Hans Eriksson, Gillberga SK       | [ 2 ]  |
| 1990  | inställt                          | [ 2 ]  |
| 1991  | Tomas Andersson, Sälens IF        | [ 2 ]  |
| 1992  | Walter Mayer, Österrike           | [ 2 ]  |
| 1993  | Erling Jevne, Norge               | [ 2 ]  |
| 1994  | Staffan Larsson, IFK Mora         | [ 2 ]  |
| 1995  | Martin Petrasek, Tjeckien         | [ 2 ]  |
| 1996  | Jochen Behle, Tyskland            | [ 2 ]  |
| 1997  | Mikhail Botvinov, Österrike       | [ 2 ]  |
| 1998  | Øystein Rønbeck, Norge            | [ 2 ]  |
| 1999  | Johann Mühlegg, Tyskland          | [ 2 ]  |
| 2000  | Raul Olle, Estland                | [ 2 ]  |
| 2001  | Stanislav Řezáč, Tjeckien         | [ 2 ]  |
| 2002  | Stanislav Řezáč, Tjeckien         | [ 2 ]  |
| 2003  | Stanislav Řezáč, Tjeckien         | [ 2 ]  |
| 2004  | Stanislav Řezáč, Tjeckien         | [ 2 ]  |
| 2005  | Raul Olle, Estland                | [ 2 ]  |
| 2006  | Markus Leijon, IFK Mora           | [ 2 ]  |
| 2007  | Kalle Gräfnings, Falu Borlänge SK | [ 2 ]  |
| 2008  | Jerry Ahrlin, Vålådalens SK       | [ 2 ]  |
| 2009  | Teodor Pettersson, Åsarna IK      | [ 2 ]  |
| 2010  | Stanislav Řezáč, Tjeckien         | [ 2 ]  |
| 2011  | Jerry Ahrlin, Brunflo IF          | [ 2 ]  |
| 2012  | Stanislav Řezáč, Tjeckien         | [ 2 ]  |
| 2013  | Roger Aa Djupvik, Norge           | [ 2 ]  |
| 2014  | Espen Harald Bjerke, Norge        | [ 2 ]  |
| 2015  | Stanislav Řezáč, Tjeckien         | [ 2 ]  |
| 2016  | Kjetil Hagtvedt Dammen, Norge     | [ 2 ]  |
| 2017  | Petter Eliassen, Norge            | [ 3 ]  |
| 2018  | Jan Srail, Tjeckien               | [ 4 ]  |
| 2019  | Stanislav Řezáč, Tjeckien         | [ 3 ]  |

### Damer
| Årtal | Vinnare                                       | Källor |
| ----- | --------------------------------------------- | ------ |
| 1997  | Natasja Tjlebudorova, IKHP                    | [ 2 ]  |
| 1998  | Kerrin Petty, IFK Mora                        | [ 2 ]  |
| 1999  | Renate Roider, Österrike                      | [ 2 ]  |
| 2000  | Svetlana Nagejkina, Ryssland                  | [ 2 ]  |
| 2001  | Ulrika Persson, SK Bore                       | [ 2 ]  |
| 2002  | Svetlana Nagejkina, Ryssland                  | [ 2 ]  |
| 2003  | Ulrika Persson, SK Bore                       | [ 2 ]  |
| 2004  | Sofia Lind, Åsarna IK                         | [ 2 ]  |
| 2005  | Sofia Lind, Åsarna IK                         | [ 2 ]  |
| 2006  | Christina Paluselli, Italien                  | [ 2 ]  |
| 2007  | Elin Ek, IFK Mora                             | [ 2 ]  |
| 2008  | Jenny Hansson, Vålådalens SK                  | [ 2 ]  |
| 2009  | Sandra Hansson, Uddevalla IS                  | [ 2 ]  |
| 2010  | Sandra Hansson, Uddevalla IS                  | [ 2 ]  |
| 2011  | Jenny Hansson, Östersunds SK                  | [ 2 ]  |
| 2012  | Vibeke Skofterud, Norge                       | [ 2 ]  |
| 2013  | Seraina Boner, Schweiz                        | [ 2 ]  |
| 2014  | Britta Johansson Norgren, Sverige             | [ 2 ]  |
| 2015  | Seraina Boner, Schweiz                        | [ 2 ]  |
| 2016  | Britta Johansson Norgren, Sollefteå Skidor IF | [ 2 ]  |
| 2017  | Britta Johansson Norgren, Lager 157 Ski Team  | [ 3 ]  |
| 2018  | Astrid Øyre Slind, Norge                      | [ 4 ]  |
| 2019  | Britta Johansson Norgren, Lager 157 Ski Team  | [ 3 ]  |

### Fotnoter
1. ↑  http://www.gp.se/sport/salming-satte-pers-och-blev-tia-1.4180937
2. 1 2 3 4 5 6 7 8 9 10 11 12 13 14 15 16 17 18 19 20 21 22 23 24 25 26 27 28 29 30 31 32 33 34 35 36 37 38 39 40 41 42 43 44 45 46 47 48 49 50 51 52 53 54 55 56 57 58 59 60 61 62 63 64 65 66 67  ”Historiska segrare”. Vasaloppet. Arkiverad från originalet den 16 september 2016. https://web.archive.org/web/20160916113925/http://www.vasaloppet.se/wp-content/uploads/sites/1/2016/05/historiska_segrare_vasaloppet_sve_2016-05-03.pdf. Läst 13 augusti 2016.
3. 1 2 3 4  http://results.vasaloppet.se/2017/?pid=leaderboard
4. 1 2  http://www.vasaloppet.se/nyheter/andreas-nygaard-och-lina-korsgren-vann-vasaloppet-2018/